# 瓦鲁维尔
瓦鲁维尔（法語：Varouville，法語發音：[vaʁuvil]）是法国芒什省的一个市镇，属于瑟堡区。

## 地理
瓦鲁维尔（49°40'35"N, 1°22'3"W）面积4.19 平方千米，位于法国诺曼底大区芒什省，该省份为法国西北部沿海省份，西、北、东北三面环大西洋，东起顺时针与卡爾瓦多斯省、奧恩省、马耶讷省和伊勒-维莱讷省接壤。
与瓦鲁维尔接壤的市镇（或旧市镇、城区）包括：克利图尔、滨海维克、圣皮埃尔埃格利斯、托克维尔。

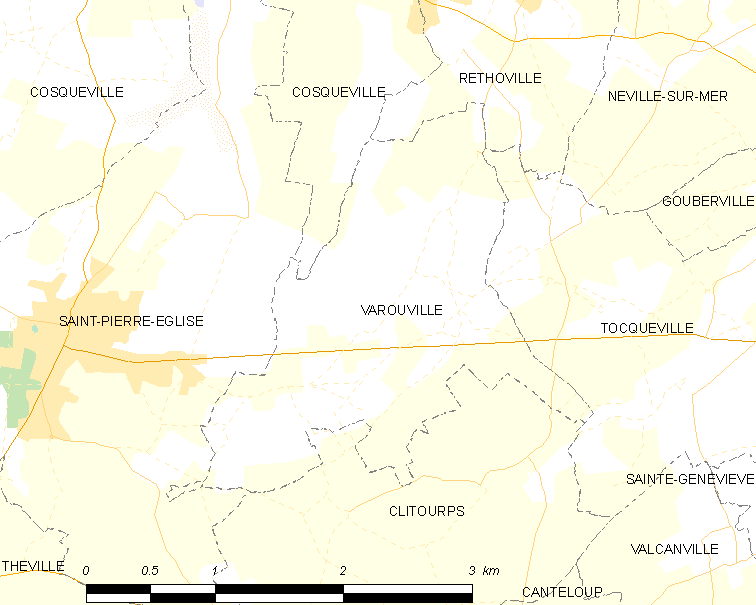
瓦鲁维尔的OSM定位图

瓦鲁维尔的时区为UTC+01:00、UTC+02:00（夏令时）。

## 行政
瓦鲁维尔的邮政编码为50330，INSEE市镇编码为50618。

## 政治
瓦鲁维尔所属的省级选区为赛尔河谷县。

## 人口

1962-2008年间瓦鲁维尔人口变化图示

瓦鲁维尔于2022年1月1日时的人口数量为222人。